# Linaje arqueogenético

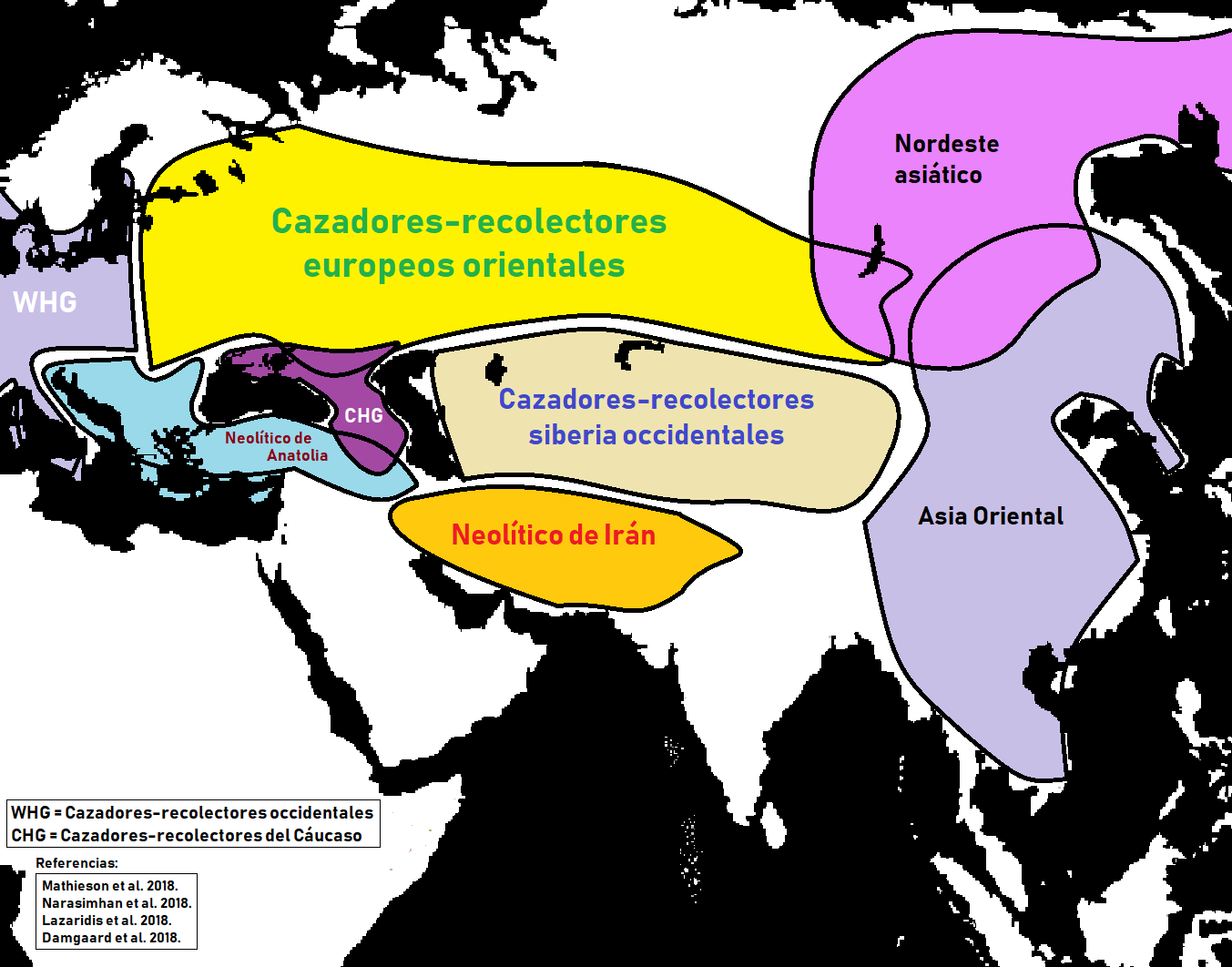
Poblaciones neolíticas y mesolíticas de Eurasia, que son componentes importantes en la etnogénesis de las poblaciones de Eurasia de acuerdo a los análisis arqueogenéticos: EEF, WHG, CHG, etc.

En arqueogenética, un linaje arqueogenético se refiere estrictamente una población humana antigua, cuya estructura genética es identificable en poblaciones posteriores, mediante un análisis de componentes principales. Si bien un linaje arqueogenético surge como una abstracción estadística para explicar la composición u origen genético de una población posterior, en términos, intuitivos puede suponerse que detrás de cada linaje arqueogenético identificado estadísticamente, debió existir un grupo humano prehistórico de los cuales procederían las secuencias genéticas que caracterizan al linaje.
El concepto surgió esencialmente del intento de la genética de poblaciones de comprender la estructura y diversidad genética de Europa, Asia occidental, Oriente próximo y posteriormente el resto de poblaciones del mundo. Por ejemplo, en términos generales la configuración genética de Europa se analiza como la suma de tres linajes arqueogenéticos antiguos: los cazadores-recolectores occidentales (WHG), descendientes de la población mesolítica de Europa occidental, los primeros agricultores europeos (EEF), que expandieron la agricultura y las culturas neolíticas desde Anatolia a casi toda Europa y los pastores de la estepa occidental WSH) que en gran medida reemplazaron a gran parte de la población anterior. A su vez los pastores de la estepa occidental se pueden considerar la población resultante de otras poblaciones anteriores como los cazadores-recolectores del Cáucaso (CHG), los cazadores-recolectores orientales (EHG), junto con alguna aportación adicional de los primeros agricultores europeos. A su vez los cazadores-recolectores orientales son den gran medida descendientes de los euroasiáticos septentrionales antiguos con aportaciones de otros grupos.